# Extrémérték-elmélet
Az extrémérték-elmélet szélsőséges eseményekkel a valószínűségszámítás keretein belül foglalkozik.
Az extrémérték-elméletben modelleket készítenek az extrém, igen ritkán előforduló események bekövetkezésének kockázatára.
Extrém események az élet minden területén előfordulhatnak, mint például: az elmúlt 100
év leghidegebb napja, tőzsdekrach, földrengés, stb. Az aktuáriusi matematika szempontjából is, mely  a kockázatok kvantifikált pénzügyi hatásaival foglalkozik, hasznos lehet az extrémérték-elmélet.
Az extrémérték-elmélet, mely az utóbbi évtizedekben indult jelentősebb fejlődésnek, ezeknek az extrém események modellezésével foglalkozik. Egy jól megválasztott modell segítségével jobb előrejelzés adható ritka események bekövetkezésére.
Az általános elmélet az aktuális folyamathoz leginkább illeszthető valószínűség eloszlást jelöli ki.

## Megközelítések
Két alapvető megközelítést ismerünk:
1. Az alapvető elmélet, melyet Burry K.V. írt le a könyvében (1975). Ez megfelel az extrémérték-elmélet első tételének (Fisher és Tippett, 1928; Gnedenko, 1943).
2. Jelenleg leginkább közismert és használatos az úgynevezett ‘vastag szél’ megközelítés, mely  az extrémérték-elmélet második tételén alapul (Pickands, 1975; Balkema és de Haan, 1974).

A két tétel közötti különbség az adatok generálásának természetében van.
Az I. tétel esetében teljes, széles körű adatgenerálás történik. A II. tétel esetében csak azokat az adatokat veszik figyelembe, melyek egy határérték felett vannak. Ezt POT módszernek hívják. A POT az angol 'Peak Over Threshold' (küszöb feletti csúcsérték) kifejezésből származó betűszó.
A POT megközelítést a biztosítási üzletágban fejlesztették ki, ahol csak egy bizonyos küszöbérték felett éri veszteség a biztosítási céget. Furcsa módon ezt a modellt gyakran alkalmazzák az I. tétel esetén is, mely az alapvető modell szerint kezeli a problémákat.
Az extrémérték-eloszlás korlátozó eloszlás a független valószínűségi változók minimumára és maximumára egy nagy mintavételnél, minden hasonló, tetszőleges eloszlásra.
Emil Julius Gumbel 1958-ban kimutatta, hogy minden kezdeti “jólnevelt” eloszlásnál (azaz olyannál, amelyik folytonos és van inverze), csupán kevés modellre van szükség, függetlenül attól, hogy a minimum vagy a maximum az érdekes és hogy a megfigyelések hová esnek.

## Alkalmazások
Az extrémérték-elméletet - többek között - a következő területeken alkalmazhatják:
- Extrém áradások
- Nagy mennyiségű biztosítási veszteségek
- Napi piaci kockázatok
- Cunamik
- Nagy erdőtüzek[1]
- Olajvezetékek koncentrált korróziója
- Extrém sportteljesítmények[2]

## Történet
Az extrémérték-elméletet elsőként Leonard Tippett (1902–1985) vezette be. Tippett a British Cotton Industry Research Association (Brit Gyapotipari Kutatási Társaság) alkalmazottja volt, ahol a fonalak erősítésén dolgozott.
Tanulmányai során rájött, hogy egy fonal erőssége a leggyengébb száltól függ.
R. A. Fisher segítségével kidolgozott három aszimptotikus határértéket, mely leírja az extrém eloszlásokat.
A német matematikus és náciellenes aktivista Emil Julius Gumbel törvénybe foglalta ezt az elméletet ‘Statistics of Extreme’ című könyvében 1958-ban. 
A könyv tartalmazza a Gumbel-eloszlást is, mely eloszlást róla neveztek el.

## Egyváltozós elmélet

### A klasszikus extrémérték-elmélet és modellek
Legyen {\displaystyle X_{1},\dots ,X_{n}} egy független és azonos eloszlású változók sorozata, F eloszlási függvénnyel, és legyen {\displaystyle M_{n}=\max(X_{1},\dots ,X_{n})} a maximum.
Az elmélet szerint a maximum pontos eloszlása levezethető:
{\displaystyle {\begin{aligned}\Pr(M_{n}\leq z)&=\Pr(X_{1}\leq z,\dots ,X_{n}\leq z)\\&=\Pr(X_{1}\leq z)\cdots \Pr(X_{n}\leq z)=(F(z))^{n}\end{aligned}}}
A gyakorlatban nem áll rendelkezésünkre az F eloszlási függvény, de a Fisher–Tippett–Gnedenko tétel –ből következik az aszimptotikus eredmény:
Ha léteznek {\displaystyle \{a_{n}>0\}} konstansok, és {\displaystyle \{b_{n}\}}, akkor
{\displaystyle \Pr\{(M_{n}-b_{n})/a_{n}\leq z\}\rightarrow G(z)}, ha {\displaystyle n\rightarrow \infty }, és G egy nem degenerált eloszlás, úgy {\displaystyle G} az egyik következő családhoz tartozik:
{\displaystyle G(z)=\exp \left\{-\exp \left(-\left({\frac {z-b}{a}}\right)\right)\right\}{\text{ for }}z\in \mathbb {R} .}
{\displaystyle G(z)={\begin{cases}0&z\leq b\\\exp \left\{\left(-\left({\frac {z-b}{a}}\right)\right)^{-\alpha }\right\}&z>b.\end{cases}}}
{\displaystyle G(z)={\begin{cases}\exp \left\{-\left(-\left({\frac {z-b}{a}}\right)\right)^{\alpha }\right\}&z<b\\1&z\geq b.\end{cases}}}
ahol {\displaystyle \alpha >0}.